# غارسيا باور
غارسيا باور (بالألمانية: Gracia Baur)‏ (و. 1982  م) هي مغنية ألمانية، ولدت في ميونخ، شاركت في مسابقة الأغنية الأوروبية 2005.

## وصلات خارجية
- غارسيا باور على موقع IMDb (الإنجليزية)
- غارسيا باور على موقع ميوزك برينز (الإنجليزية)
- غارسيا باور على موقع ميوزك برينز (الإنجليزية)
- غارسيا باور على موقع ديسكوغز (الإنجليزية)

- غارسيا باور في قاعدة بيانات الأفلام على الإنترنت